# رابطة الرياضيات الأمريكية
رابطة الرياضيات الأمريكية  (بالإنجليزية: Mathematical Association of America MMA)‏ هي جمعية متخصصة تُركز على رياضيات طلاب المرحلة الجامعية الأولى. أعضاء الرابطة هم معلمي الجامعات، والكليّات، والمعاهد، ومدارس المرحلة الثانوية؛ وكذلك طلاب الرياضيات البحتة والتطبيقية المتخرجين والغير متخرجين؛ علماء الكمبيوتر؛ وغيرها من الأكاديميات الحكومية، والمهنية، والصناعية.
أُسست الرابطة عام 1915 ويقع مقرها الرئيسي بـ1529 الشارع الثامن عشر، نورثويست في حي دبونت سيركل بـواشنطن العاصمة. تنشر الرابطة مجلات وكتب رياضية، منها مجلة الرياضيات الأمريكية الشهرية (المؤسسة بعام 1894م من قبل بنجامين فينكل)، وهي أكثر المجلات الرياضياتية قراءةً في العالم وفقاً لإحصاءات جايستور.

## الاجتماعات
ترعى رابطة الرياضيات الأمريكية مسابقة ماثفست الصيفية السنوية وكذلك هي الراعية بالاشتراك مع جمعية الرياضيات الأمريكية اجتماعات الرياضيات المشتركة، المقام في بداية شهر يناير من كل عام. في إحدى مناسبات يضم جمعية الرياضيات الصناعية والتطبيقية هذه الاجتماعات. تسعة وعشرون قطاعاً إقليمياً آخر يعقدوا اجتماعات منتظمة.

## الكتب والمنشورات
تصدر الرابطة عدة مجلات منها:
- الرياضياتية الأمريكية الشهرية: وهي مجلة إيضاحية موجهة لشريحة واسعة من طلاب السنة الجامعية الأولى إلى باحثي الرياضيات.
- المجلة الرياضياتية: وهي مجلة إيضاحية، موجهة لمعلمي رياضيات السنة الجامعية الأولى، وخصوصاً لطلبة السنة النهائية.
- مجلة الكلية الرياضياتية: وهي مجلة إيضاحية موجهة لمعلمي رياضيات السنة الجامعية الأولى، وخصوصاً لطلاب السنة الأولى والثانية.
- أفق الرياضيات: وهي مجلة إيضاحية، موجهة لطلاب المرحلة الجامعية الأولى.
- التركيز على إم أيه أيه: وهي اشتراك لأعضاء النشرة الإخبارية.
- تنشر الرابطة أيضاً محتويات رقمية على الشابكة، مكتبة العلوم الرياضياتية الرقمية. انطلقت هذه الخدمة عام 2001 مع نسخة رقمية فقط لمجلة الرياضيات الرقمية وتطبيقاتها (JOMA) فضلاً عن مجموعة من أدوات قاعة الدراسة، وموارد ومحتويات قاعة الدراسة الرقمية. وألحقت الخدمات السابقة في عام 2004 بـ تجمع، وهي أرشيف رقمي لجميع المجلات، وفي عام 2005 من قبل مراجعات إم أيه أيه، وخدمة تصفح كتب رقمية، وكبسولات قاعة الدراسة وملاحظات.

## المسابقات
تقيم الرابطة العديد من المسابقات للطلبة، منها اختبار ويليام لويل بوتنام لطلبة السنة الجامعية الأولى، وكذلك مسابقة In-ter-stel-lar الرقمية، ومسابقة الرياضيات الأمريكية (AMC) لطلبة المرحلة المتوسطة والثانوية. وهذه السلاسل من المسابقات تقام كالآتي:
- AMC 8: وهو اختبار يتكون من 25 سؤال متعدد الاختيارات في 40 دقيقة.
- AMC 10/AMC 12: وهو اختبار يتكون 25 سؤال متعدد الاختيارات في 75 دقيقة.
- AIME: وهو اختبار يتكون من 15 سؤال مقالي قصير في 3 ساعات.
- USAMO/USAJMO: وهو اختبار يتكون من 6 أسئلة إثباتية في يومين و9 ساعات.

من خلال هذا البرنامج، يحدد الطلاب المتفوقين والبارزين ويُدعون للاشتراك في برامج أولمبياد الرياضيات. وفي النهاية، يُختار 6 طلاب مرحلة ثانوية لتمثيل الولايات المتحدة الأمريكية في الأولمبياد الدولي للرياضيات.

## القطاعات
تتكون الرابطة من القطاعات الإقليمية التالية:
جبال إلغني، إيبادل، فلوريدا، إلينوي، إنديانا، إنترماونتن، أيوا، كانساس، كنتاكي، لويزيانا/ميسيسيبي، مترو نيويورك، ميشيغان، ميسوري، نبراسكا نيو جيرسي، أوهايو، أوكلاهوما، أركنساس، شمال غرب المحيط الهادئ، جبال الروكي، الطريق البحري، غربي، تكساس، ولاية ويسكونسن.

## الجوائز
توزع الرابطة العديد من الجوائز، منها جائزة تشاوفنيت وكارل بي. إليندويرفر، تريفور إفانس، لستر آر. فورد، جورج بوليا، مارتن إم. هاس، هنري إل. إلدر وكتاب جوائز أويلر.

## الاشتراكات
الرابطة واحدة من أربع مشتركين في لوحة سياسة الاشتراك للرياضيات (JPBM)، وأحد المشاركين في مؤتمر العلوم الرياضياتية، وهي رابطة تظلل 16 جمعية مهنية.

## الحسابات التاريخية
ظهر تاريخ مفصل للرابطة لأول خمسين سنة منها في مايو 1972م. تقرير لنشاطات ما قبل ذلك تعود للحرب العالمية الثانية وتظهر في بنيت 1967م.

## الشمولية

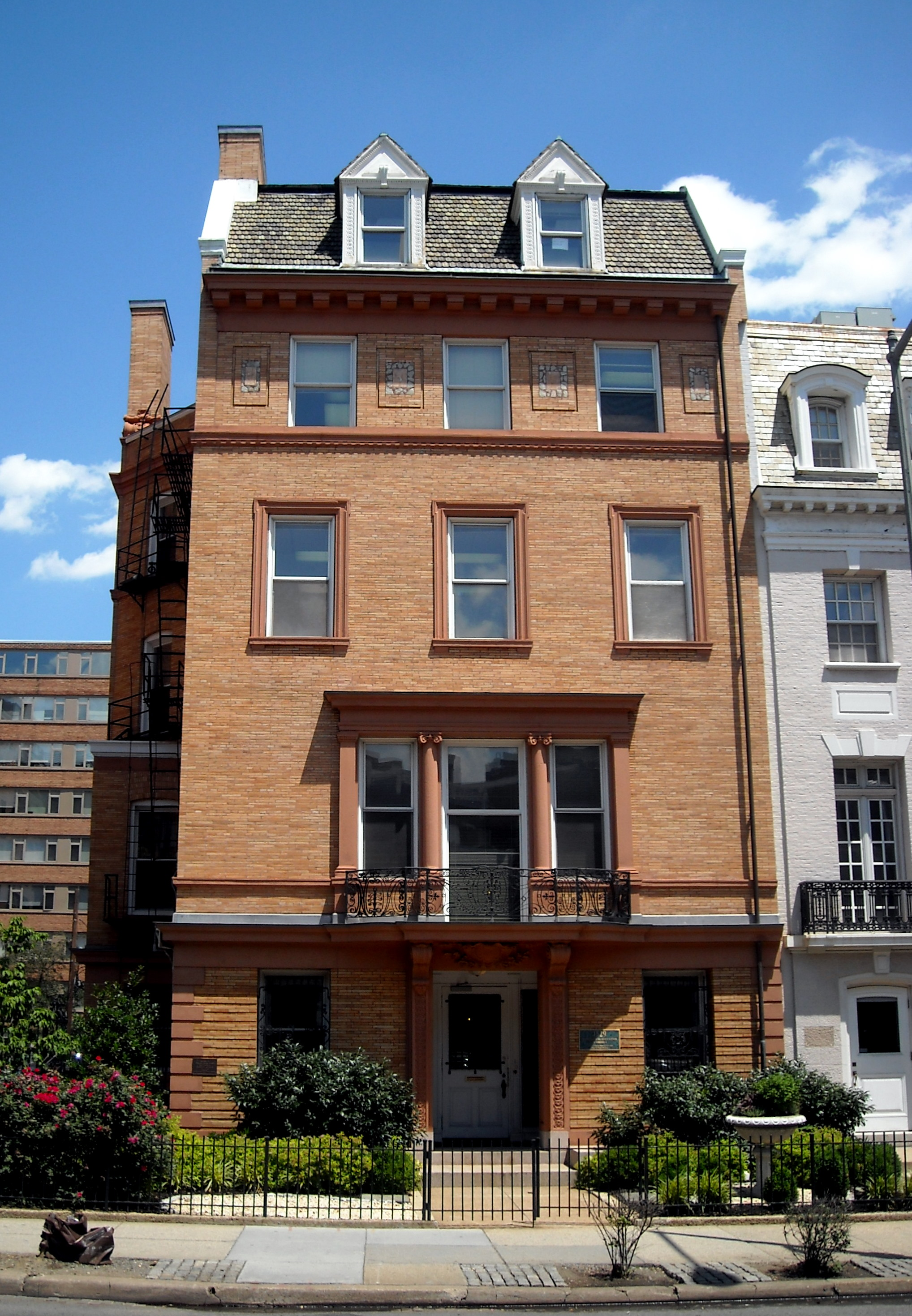
مقر رابطة الرياضيات الأمريكية في واشنطن العاصمة.

اتبعت الرابطة منذ وقت طويل سياسة صارمة للشمولية وعدم التمييز.
في الفترات السابقة كانت موضوعاً  لنفس مشاكل التمييز التي انتشرت خلال الولايات المتحدة. من خلال حادثة سيئة السمعة في جنوب شرق قطاع الاجتماع في ناشفيل بعام 1951م والذي تمت أرشفته من قبل الرياضياتيين وناشط حقوق الإنسان لي لورتش، والذي تلقّى مؤخراً تكريماً عالياً من إم أيه أيه لخدمته المتميزة في الرياضيات. ووصل الاستشهاد إلى محاضرة جوائز إم أيه أيه لعام 2007م، حين استلم لورتش ترحيباً واحتفاءً سجل الآتي:
"لي لورتش، كرسي قسم الرياضيات في جامعة فيسك، والزملاء الثلاثة الآخرون، إيفلن بويد، والتر براون، وإتش. إم. هولواي حضروا الاجتماع وكانوا قادرين على حضور حصص علمية. وبالرغم من ذلك، فإن المنظم للمحفلة رفض شرف تحفظ لهؤلاء الأربعة رياضيين. (رسائل في العلوم، 10 أغسطس، 1915م، صـ161-162). لورتش وزملاؤه كتبوا لمشرفي وإداريي الـAMS و MMA باحثين عن اللوائح ضد التمييز. اللوائح لم تتغير، ولكن سياسات التمييز أسست وروقبت بصرامة منذ ذلك الحين"
أول رئيسة للرابطة كانت دوروثي لويس بيرنستين (1979-1980م).

## الرؤساء
رؤساء الرابطة منذ 1916م:
- 1916 Earl R Hedrick
- 1917 Florian Cajori
- 1918 Edward V Huntington
- 1919 Herbert E Slaught
- 1920 David E Smith
- 1921 George A Miller
- 1922 Raymond C Archibald
- 1923 Robert D Carmichael
- 1924 Harold L Reitz
- 1925 Julian L Coolidge
- 1926 Dunham Jackson
- 1927--1928 Walter B Ford
- 1929--1930 John W Young
- 1931--1932 Eric T Bell
- 1933--1934 Arnold Dresden
- 1935--1936 David R Curtiss
- 1937--1938 Aubrey J Kempner
- 1939--1940 William B Carver
- 1941--1942 Raymond W Brink
- 1943--1944 William D Cairns
- 1945--1946 Cyrus C MacDuffee
- 1947--1948 Lester R Ford
- 1949--1950 Rudolph E Langer
- 1951--1952 Saunders Mac Lane
- 1953--1954 Edward J McShane
- 1955--1956 William L Duren, Jr
- 1957--1958 G Baley Price
- 1959--1960 Carl B Allendoerfer
- 1961--1962 Albert W Tucker
- 1963--1964 R H Bing
- 1965--1966 Raymond L Wilder
- 1967--1968 Edwin E Moise
- 1969--1970 Gail S Young
- 1971--1972 Victor Klee
- 1973--1974 Ralph P Boas
- 1975--1976 Henry O Pollak
- 1977--1978 Henry L Alder
- 1979--1980 Dorothy L Bernstein
- 1981--1982 Richard D Anderson
- 1983--1984 Ivan Niven
- 1985--1986 Lynn A Steen
- 1987--1988 Leonard Gillman
- 1989--1990 Lida K Barrett
- 1991--1992 Deborah Tepper Haimo
- 1993--1994 Donald L Kreider
- 1995--1996 Kenneth A Ross
- 1997--1998 Gerald L Alexanderson
- 1999--2000 Thomas F Banchoff
- 2001--2002 Ann E Watkins
- 2003--2004 Ronald L Graham
- 2005--2006 Carl C Cowen
- 2007--2008 Joseph A Gallian
- 2009--2010 David M Bressoud
- 2011--2012 Paul M Zorn
- 2013--2014 Bob Devaney
- 2015--2016 Francis E. Su

## وصلات خارجية
- الموقع الرسمي لرابطة الرياضيات الأمريكية على الشابكة.| - ع - ن - ت الرياضيات الأمريكية | - ع - ن - ت الرياضيات الأمريكية                                                          |
| ------------------------------- | ---------------------------------------------------------------------------------------- |
| المنظمات                        | - AMS - MAA - SIAM - CIMS - MSRI - ICERM - IMA - SAMSI - IPAM - MBI - AIM - مركز الهندسة |
| المسابقات                       | - AIME - AMC - USAMO - MOP                                                               |
| المجلات                         | - الرياضيات الأمريكية الشهرية                                                            |
| المؤتمرات                       | - ماثفست - اجتماعات الرياضيات المشتركة                                                   |